# NGC 3524
NGC 3524 é uma galáxia espiral (S0-a) localizada na direcção da constelação de Leo. Possui uma declinação de +11° 23' 06" e uma ascensão recta de 11 horas, 06 minutos e 32,1 segundos.
A galáxia NGC 3524 foi descoberta em 11 de Março de 1784 por William Herschel.